# Isole Zveroboj
Le isole Zveroboj (Остров Зверобой, "isole dell'iperico"), sono un gruppo di isole russe nel golfo della Pjasina (Mare di Kara). Amministrativamente appartengono al Tajmyrskij rajon del Territorio di Krasnojarsk, nel Circondario federale della Siberia e fanno parte della Riserva naturale del Grande Artico.

## Geografia
L'arcipelago si trova al largo delle coste della Siberia, a sud delle isole Plavnikovye, e a nord-ovest del gruppo delle Labirintovye, mentre in direzione ovest ci sono le Kamennye. Le isole sono ricoperte dalla tipica vegetazione della tundra. Il mare attorno all'arcipelago è perennemente ghiacciato.
Il gruppo è composto da un'isola maggiore, Zveroboj, e da 8 isolette:
- Zveroboj ha la forma di una C inversa e, quindi, una profonda baia che si apre a ovest, la Zverobojnaja. Lo stesso nome (monte Zverobojnaja) indica l'elevazione più alta dell'isola, 35 m s.l.m. Sono presenti 7 fiumi stagionali e 2 laghi, uno a est e uno a nord-ovest.
- Malyj Zveroboj (Остров Малый Зверобой) 74°11′40.95″N 85°19′26.87″E, ad ovest di capo Peremyčnyj, la punta nord-ovest di Zveroboj.
- Dioritovyj (Остров Диоритовый) 74°12′03.168″N 85°15′34.488″E, a nord-ovest di Malyj Zveroboj.
- Obchodnoj (Остров Обходной) 74°07′19.16″N 85°35′25.94″E, vicino alla costa meridionale di Zveroboj.
- Otdel'nyj (Остров Отдельный) 74°08′34.188″N 85°26′49.344″E, accanto alla punta sud-occidentale di Zveroboj.
- Isola di Kazarinov (Остров Казаринова) 74°08′09.852″N 85°20′23.712″E, ad ovest della punta sud-occidentale di Zveroboj.
- Zapadnyj Zveroboj (Остров Западный Зверобой) 74°09′05.25″N 85°14′49.99″E, assieme all'isola di Savvateev e a Promežutočnyj è il gruppo di isolette più occidentale.
- Isola di Savvateev (Остров Савватеева) 74°08′10.536″N 85°15′04.82″E
- Promežutočnyj (Остров Промежуточный) 74°08′28.104″N 85°14′59.892″E

### Isole adiacenti
- Prokljatyj (Остров Проклятый) 74°07′27.94″N 84°49′37.17″E, piccolo isolotto a ovest[3].
- Scoglio Južnaja (скала Южная), a ovest.